# Trogon mexicanus
Trogon mexicanus és una espècie d'ocell de la família dels trogònids (Trogonidae) que habita boscos i selva humida de l'est de Sinaloa, sud de Chihuahua, Durango, Zacatecas, San Luis Potosí, sud de Tamaulipas, Guatemala, El Salvador i Hondures. En anglès i francès (mountain trogon, trogon montagnard) rep el nom de "trogon muntanyenc".